# Atentado de Niza de 2020
El atentado de Notre-Dame de  Niza de 2020 fue un ataque en solitario perpetrado el 29 de octubre de 2020 en la basílica de Notre-Dame de Niza, Francia. El atentado se saldó con tres muertos, y varias víctimas adicionales resultaron heridas. El agresor fue tiroteado por los agentes y, tras resultar herido, detenido por la policía.
El alcalde de Niza afirmó que se trataba de un ataque terrorista, atribuyéndolo al radicalismo islámico.

## Antecedentes
En los últimos años, Francia había sido testigo de varios ataques terroristas de tipo yihadista, llevados a cabo por células terroristas del Estado Islámico y de Al-Qaeda, y por lobos solitarios inspirados por los dos grupos. Niza ya había sido escenario de un grave ataque con camión en 2016, que resultó en la muerte de 86 personas; El ataque ocurrió a unos 800 metros de la escena del ataque de 2020. Doce días después del ataque de 2016, un sacerdote octogenario, Jacques Hamel, fue asesinado en un ataque a una iglesia en Normandía.
Cuatro semanas antes del incidente, el presidente francés, Emmanuel Macron, describió al islam como una religión "en crisis" en todo el mundo, lo que provocó una reacción violenta de los musulmanes. Prometió presentar un proyecto de ley para fortalecer una ley de 1905 que separaba oficialmente la iglesia y el estado en Francia, buscando reforzar la laicidad del estado. Dos semanas después, Samuel Paty, un profesor de historia, fue decapitado por un musulmán checheno de 18 años que había llegado a Francia y adquirido el estatus de refugiado en marzo de 2020, su reacción fue después de saber que el maestro había mostrado a sus alumnos las caricaturas de Charlie Hebdo que representaban al profeta islámico Mahoma. Después del asesinato, Macron defendió la publicación de caricaturas que representan al Profeta por motivos de libertad de expresión. Tras estos eventos, y la defensa de Macron de las caricaturas en particular, el presidente turco, Recep Tayyip Erdoğan, pidió un boicot a los productos franceses. Siguieron varias protestas y manifestaciones en todo el mundo musulmán, en las que se quemaron fotos de Macron y banderas francesas, coreando contra Francia.

## Incidente

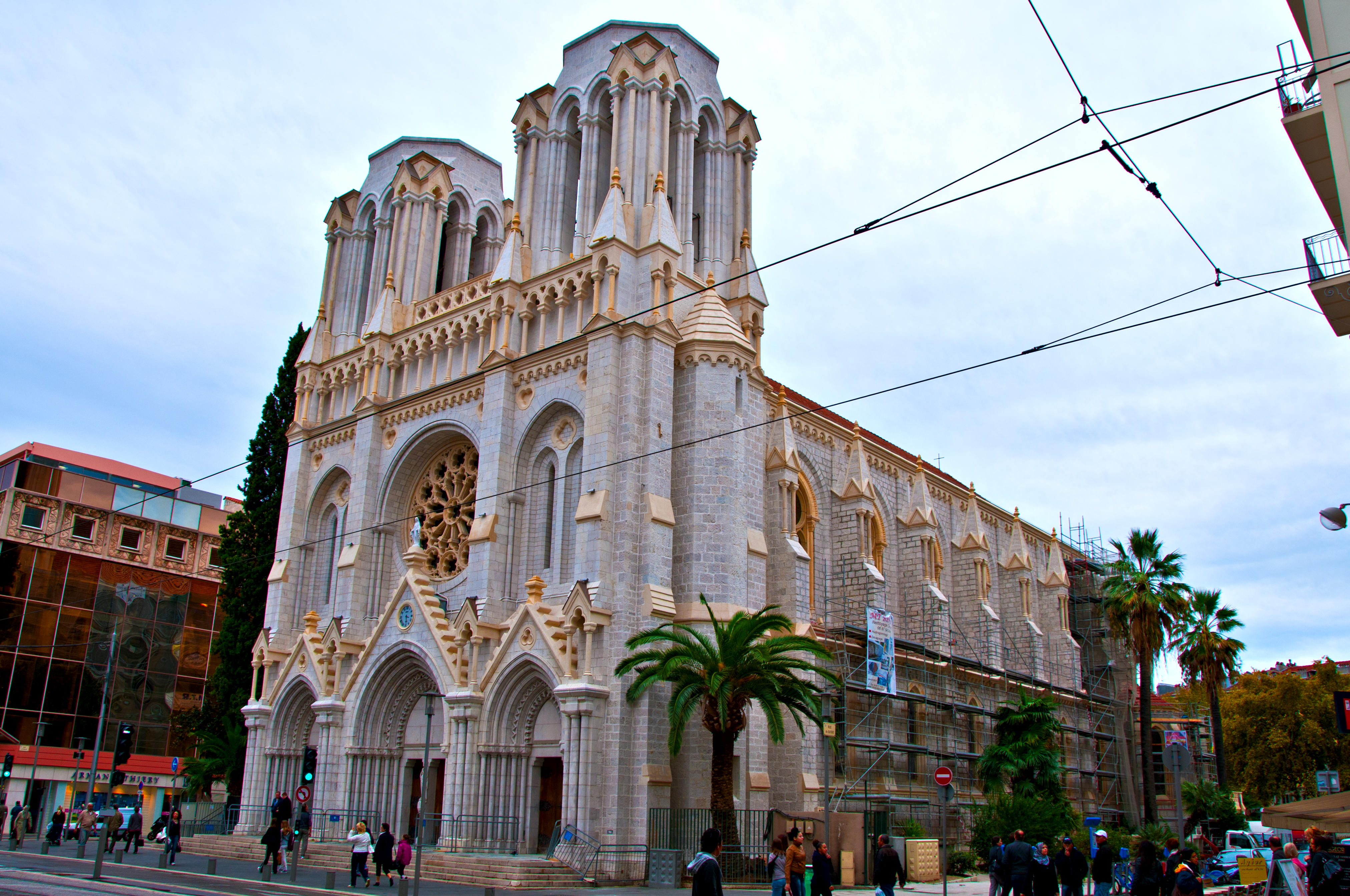
Notre-Dame de Niza, lugar del ataque.

Según el alcalde de Niza, Christian Estrosi, el ataque se produjo hacia las 9:00 horas en Notre-Dame de Niza, una basílica católica, situada en la Avenue Jean Médecin en el centro de Niza. Según los informes, el atacante gritó "¡Allahu Akbar!" repetidamente, incluso después de que la policía que respondió le disparara y lo detuviera. Dos mujeres y un hombre murieron en el ataque. Según los primeros informes, una de las mujeres habría sido decapitada, pero más tarde se confirmó que en realidad fue degollada. Estrosi dijo que dos de las víctimas murieron dentro de la iglesia, mientras que la tercera murió en un bar cercano luego de escapar de la iglesia con heridas graves; una de las víctimas era el sacristán de la iglesia.
El ministro del Interior, Gerald Darmanin, dijo que se estaba llevando a cabo una operación policial en la ciudad. Una unidad de desactivación de bombas respondió a la escena del crimen, mientras que agentes de la policía antiterrorista fuertemente armados comenzaron a patrullar las calles alrededor de la catedral.

## Atacante
El atacante fue identificado como un tunecino de 21 años, que llegó como migrante ilegal en una barcaza en septiembre de 2020 a Lampedusa, Italia. Después de ser trasladado a la ciudad de Bari, llegó a Francia a principios de octubre de 2020.

## Víctimas
Tres personas murieron en el ataque: fueron identificadas como una mujer de unos 60 años, Nadine Devillers, que fue encontrada degollada; Vincent Loquès, de 54 años, que era el sacristán de la iglesia; y Simone Barreto Silva, una mujer de unos 44 años de origen brasileño  que murió en un bar cercano después de escapar de la iglesia con heridas graves.

## Incidentes relacionados

### Atentado de Aviñón
Poco antes de las 11:00 a. m., en Aviñón, la policía disparó contra otro hombre quien, según los informes, estaba amenazando a un comerciante musulmán y a los policías con una pistola y afirmaba ser miembro de la organización nacionalista blanca Génération identitaire.

### Ataque en el consulado francés en Yeda
En el consulado francés en Yeda, Arabia Saudita, se informó de otro ataque con cuchillo, en el que un agresor atacó al guardia de seguridad de la embajada. El guardia resultó levemente herido y el atacante fue detenido

### Ataques frustrados en Sartrouville y Lyon
El mismo día, un hombre fue arrestado cerca de una iglesia en Sartrouville. El hombre intentó apuñalar a varios transeúntes y, según se cita, dijo que se sintió inspirado por el incidente de Niza. Un afgano fue arrestado en Lyon; estaba dispuesto a subir a un tranvía con un cuchillo de grandes dimensiones, según la policía.

## Reacciones

### Francia
Se guardó un momento de silencio en la Asamblea Nacional luego de que llegara la noticia del apuñalamiento. El gobierno confirmó que el presidente Emmanuel Macron visitaría el lugar del ataque más tarde en la mañana. Allí, Macron pidió firmeza y unidad y expresó su solidaridad con la comunidad católica de Francia, y también dijo que redoblaría la presencia de las fuerzas de seguridad en Niza.
A las tres de la tarde, las campanas de todas las iglesias de Francia tocaron a difunto en memoria de las víctimas.
Un representante del Consejo Francés de la Fe Musulmana condenó el ataque y dijo: "Como señal de duelo y solidaridad con las víctimas y sus seres queridos, pido a todos los musulmanes de Francia que cancelen todas las celebraciones de la festividad de Mawlid", en ella se celebra el cumpleaños de Mahoma y coincidía esos días.

### Internacionales
El presidente del Parlamento Europeo, David Sassoli, el presidente español, Pedro Sánchez, y el primer ministro italiano, Giuseppe Conte, emitieron declaraciones en las que expresaron sus condolencias al pueblo francés. Turquía, Arabia Saudita, Uruguay, y Estados Unidos condenaron el ataque.
El mismo día, Mahathir Mohamad, el ex primer ministro de Malasia, criticó al presidente francés Emmanuel Macron y se manifestó contra la civilización occidental, al tiempo que dijo que “los musulmanes tienen derecho a matar a millones de franceses”.